# RUINS MAGUS 〜ルインズメイガス〜
RUINS MAGUS 〜ルインズメイガス〜は、京都のゲームスタジオであるCharacterBankが開発した、VR魔法アクションRPG。主人公は新人の魔法使いとなり、遺跡都市グランアムニスにて研究員アイリスと共に遺跡の調査を行う。本作は2021年7月29日からCAMPFIREにてクラウドファンディングを開始し、9月10日までに952万1,686円を集めた。2021年9月3日にはインディーズゲームイベント「BitSummit THE 8th BIT」にて4Gamer賞を受賞した。

## システム
本作はシナリオパートとアクションパートで構成されている。

## 評価と反響

### 受賞
| \| 日付 \| 賞 \| 部門 \| 候補 \| 結果 \| 出典 \| \| ------------ \| --------------------- \| ------------ \| -------------------------------- \| ---- \| ---- \| \| 2021年9月3日 \| BitSummit THE 8th BIT \| 4Gamer.net賞 \| RUINS MAGUS 〜ルインズメイガス〜 \| 受賞 \| [7] \| |                       |              |                                  |      |       |
| 日付 | 賞                    | 部門         | 候補                             | 結果 | 出典  |
| 2021年9月3日 | BitSummit THE 8th BIT | 4Gamer.net賞 | RUINS MAGUS 〜ルインズメイガス〜 | 受賞 | [ 7 ] |